# Edina Ronay
Edina Ronay FRSA (anhörenⓘ; * 1944 in Budapest) ist eine britisch-ungarische Modedesignerin und ehemalige Schauspielerin und Model.

## Leben
In den 1960er Jahren wurde Ronay an der Londoner Royal Academy of Dramatic Art ausgebildet. Seit 1960 spielte sie zahlreiche Rollen im Fernsehen, z. B. 1962 und 1963 in zwei Folgen Mit Schirm, Charme und Melone, aber auch in diversen Kinofilmen, z. B. als Dolores in dem 1966 erschienenen Ist ja irre – der dreiste Cowboy aus der britischen Carry-On-Filmreihe. 1967 spielte sie in der Hammer-Produktion Der Sklave der Amazonen die Saria.
Mitte der 1970er Jahre zog sie sich von der Schauspielerei zurück und arbeitete als Modedesignerin. 1978 präsentierte sie ihre erste Strickwarenkollektion. 1984 gründete sie ihr eigenes Modelabel. Ronay ist Mitglied der Royal Society of Arts.
Edina Ronay ist die Tochter des Gastronomiekritikers Egon Ronay. Sie ist mit dem ehemaligen Fotografen Dick Polak verheiratet. Sie leben in Putney im Südwesten Londons und haben zwei Kinder.

## Filmografie (Auswahl)

### Film
- 1963: Der große Coup(Five to One)
- 1964: Yeah! Yeah! Yeah! (A Hard Day’s Night)
- 1964: Night Train to Paris
- 1964: Das Grauen auf Black Torment (The Black Torment)
- 1965: Der Fänger (The Collector)
- 1965: The Big Job
- 1965: Wer einen Tiger reitet (He Who Rides a Tiger)
- 1965: Sherlock Holmes’ größter Fall (A Study in Terror)
- 1965: Ist ja irre – der dreiste Cowboy (Carry On Cowboy)
- 1967: Der Sklave der Amazonen (Slave Girls)
- 1967: Poussez pas grand-père dans les cactus
- 1967: Jede Nacht um neun (Our Mother’s House)
- 1968: To Grab the Ring
- 1969: Three
- 1970: Praise Marx and Pass the Ammunition
- 1974: The Swordsman

### Fernsehen
- 1961: Emergency-Ward 10 (Fernsehserie, Folge 1x469)
- 1962: Mit Schirm, Charme und Melone (The Avengers, Fernsehserie, zwei Folgen, verschiedene Rollen)
- 1963: The Edgar Wallace Mystery Theatre (Fernsehserie, Folge 5x03 Five to One)
- 1965: Riviera Police (Fernsehserie, Folge 1x10 There’s Something Moving in the Water)
- 1968: Sherlock Holmes (Fernsehserie, Folge 2x03 A Study in Scarlet)
- 1969: Department S (2 Folgen)
- 1969: Randall & Hopkirk – Detektei mit Geist (Randall & Hopkirk (Deceased), Folge 1x04 Never Trust a Ghost)
- 1972: Jason King (Folge 1x18 A Thin Band of Air)
- 1975: Shades of Greene (Folge 1x06 The Root of All Evil)